# Jonge benen
Jonge benen is een Vlaamse documentaire-reeks van productiehuis De chinezen, die in de zomer van 2015 uitgezonden werd op op de Vlaamse televisiezender Eén. Vier beloftevolle wielrenners, Tim Wellens, Jasper Stuyven, Sean De Bie en Louis Vervaeke werden gevolgd in hun voorbereiding en tijdens de eerste helft van het seizoen 2015.
Seizoen 1 bestond uit drie afleveringen in juni 2015.
Seizoen 2 bestond uit 13 afleveringen en werd uitgezonden als rubriek in Iedereen beroemd in 2016.